# Poblamiento de la India

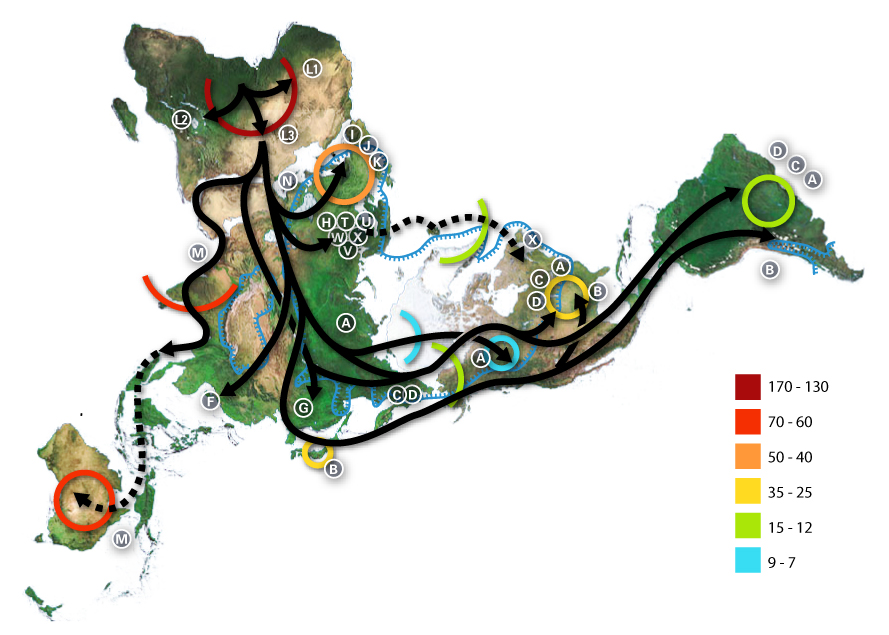
Mapa de la migración humana basado en el ADN mitocondrial. Se debe tener en cuenta la ruta del haplogrupo ADNmt M a través de la India continental y las islas Andamán, posiblemente hacia el sureste de Asia.
Los colores se refieren a miles de años antes del presente.

El poblamiento de la India es un área controvertida de investigación, debido al debate sobre temas tales como la hipótesis de la migración indoaria.
La región fue colonizada por múltiples migraciones humanas durante decenas de milenios, lo que hace difícil seleccionar a alguno de estos grupos como los aborígenes de India.

## Los primeros homínidos en el período Achelense
La presencia de homininos inteligentes en el subcontinente se puede trazar hace 1.5 millones de años, en el período Achelense.

## Los seres humanos y la catástrofe de Toba
Se ha planteado la hipótesis de que la supererupción Toba (hace unos 74 000 años) cubrió todo el subcontinente indio con una capa de ceniza volcánica, destruyó gran parte de los bosques de la India, sumió a todo el planeta en una edad de hielo que podría haber durado hasta 1800 años, lo que pudo haber llevado a los seres humanos en todo el mundo a un estado cercano a la extinción.
Si esto resultara ser verdad, podría «explicar el aparente cuello de botella en las poblaciones humanas que los genetistas creen que ocurrió hace entre 50 000 y 100 000 años» y la relativa «falta de diversidad genética entre los humanos vivos de la actualidad».
Debido a que se cree que el evento Toba pudo haber tenido un impacto tan grave y que cubrió específicamente el subcontinente indio con una capa profunda de ceniza, es «difícil imaginar cómo los primeros colonos de la India podrían haber sobrevivido al más grande de todos los desastres».
Por lo tanto, se creía que todos los seres humanos presentes anteriormente en la India se extinguieron en la época de la erupción Toba, por lo que los primeros indios «no dejaron rastro de su ADN en los seres humanos de la actualidad». Esta teoría es aparentemente respaldada por los estudios genéticos de principios del siglo XXI.
Una investigación publicada en 2009 por un equipo dirigido por Michael Petraglia, de la Universidad de Oxford sugiere que algunos seres humanos pueden haber sobrevivido a la hipotética catástrofe en el continente indio. Llevando a cabo excavaciones parecidas a la de Pompeya» bajo la capa de ceniza toba, el equipo descubrió herramientas y asentamientos humanos tanto antes como después de la catástrofe.
Sin embargo, no se han encontrado fósiles humanos de ese período y no se sabe nada del origen étnico de esos primeros seres humanos en la India.

## Las migraciones de los negritos
Los negritos ―similares a los adivasis o andamaneses de la actualidad―, pueden haber sido la primera población humana identificable que colonizó la India, posiblemente 30 000 a 65 000 aap (años antes del presente).
Se cree que esta primera colonización de la India continental y las islas Andamán por seres humanos formó parte de una gran migración costera de varios grupos familiares desde África a lo largo de las regiones costeras de la península de la India y hacia el sudeste de Asia, Japón y Oceanía.
El 60 % de todos los indios modernos comparten el haplogrupo M del ADNmt, que es universal entre los adivasis de las islas Andamán y podría ser la herencia genética de aquellos primeros colonizadores.
Un estudio de 2010 de la Anthropological Survey of India (Investigación Antropológica de la India) y la Fundación para la Investigación Biomédica (del suroeste de Texas) identificó 7 genomas a partir de 26 «tribus reliquia» (sic) aisladas que habitan la parte continental de la India, como los baiga, que comparten «dos polimorfismos sinónimos con el haplogrupo M42, el cual es específico de los aborígenes australianos». Estas fueron las mutaciones específicas de ADNmt que comparten exclusivamente los aborígenes australianos y estas tribus indias, y ningún otro grupo humano conocido.

## Migraciones australoides hipotéticas
Algunos antropólogos teorizan que los colonos originales de la etnia negrito de la India fueron desplazados por la migración de personas australoides de idioma austroasiático (que compartían en gran medida la pigmentación de la piel y la fisonomía de los negritos, pero tenían el cabello lacio en lugar de rizado). Se puede rastrear el origen de tribus adivasis como los irulas en ese desplazamiento.
La tribu adivasi oraon del este de la India y la tribu korku del oeste de la India se consideran ejemplos de grupos de origen australoide.

## Migraciones caucasoides y mongoloides
Con posterioridad a la migración australoide, algunos antropólogos y genetistas teorizan que siguieron ingresando al subcontinente índico grupos de familias de caucásicos (incluyendo tanto a elamodrávidas como indoarios) y mongoloides (chinotibetanos) emigraron a la India:
- elamodrávidas (llamados de esa manera para distinguirlos de las modernas poblaciones drávidas de la India, que son de origen racial predominantemente australoide) posiblemente procedentes de Irán,[17][18][19]
- indoarios, posiblemente de las estepas de Ucrania y Asia Central[18][20][21]
- tibetano-birmanos, posiblemente de las fronteras del Himalaya y el noreste del subcontinente.[22]

Ninguna de estas hipótesis está libre de debate y desacuerdo. En particular, el aspecto caucasoide de los indios actuales ha sido explicados por Disotell:

La supuesta invasión aria de la India entre el 2000 y el 1000 a. C. no tuvo mayor impacto en el acervo génico de la India. Esto es especialmente contraindicado por la presencia de las mismas, aunque muy bajas, frecuencias de los tipos de ADNmt eurasiático occidental en la India. Así, las características «caucasoides» de los asiáticos del sur se pueden considerar como precaucasoides. Esto es parte de un patrimonio genético del norte o el noreste de África que hace más de 50 000 años dio origen separado a las poblaciones del oeste de Eurasia y el sur de Eurasia.

## Cruce de idiomas y etnias
Mientras que las personas de origen racial predominantemente caucasoide generalmente hablan idiomas indoarios y las personas de origen racial predominantemente australoide generalmente hablan idiomas drávidas, no deja de ser cierto que los orígenes étnicos y afiliaciones lingüísticas en India a veces no se corresponden. Por ejemplo, los khasis y los nicobareses se consideran grupos mongoloides, sin embargo, ambos grupos hablan idiomas austroasiáticos.
Los bhils se clasifican a menudo como un grupo australoide, sin embargo su idioma tiene base indoeuropea.